# Епархиальные училища
Епархиальные женские училища (училища для девиц духовного звания) — средние общеобразовательные заведения в Российской империи при женских монастырях, созданные по Уставу 1843 года, в которых обучались преимущественно дочери священнослужителей. Училища находились в ведении Синода и содержались на средства, полученные от сборов с церквей, отчислений от свечных заводов и других источников.

## История создания
Епархиальные училища стали создаваться по Уставу 1843 года, при этом имели различную организацию и в них принимались лишь дочери православного духовенства. В 1868 году получили единый устав и для обучения стали приниматься представительницы других сословий. При этом дочери священников обучались бесплатно, а девочки из других сословий за оплату.
В 1888 году было 40 епархиальных училищ, в которых проходили обучение 10 тысяч учащихся. В 1912 году стало 70 училищ и 26,5 тысяч учениц.
Училища управлялись советами, в которые входили начальница, инспектор классов, а также представители от епархиальных съездов православного духовенства.
Епархиальные училища были ликвидированы декретом Совета народных комиссаров от 24 декабря 1917 года и прекратили своё существование в 1918 — начале 1920-х годов.

## Особенности обучения
Программа обучения в епархиальных училищах включала основные общеобразовательные предметы и педагогику. Учебный курс состоял из 6 классов и во многом соответствовал курсу в женских гимназиях, но особое внимание уделялось укреплению православной веры у воспитанниц, обретению навыков рукоделия и навыкам заботы о домашнем хозяйстве. За дополнительную плату и во внеклассное время в училищах преподавались новые языки, музыка и рисование.
Окончившие обучение получали право на звание домашних учительниц и принимались учительницами в начальные школы (в основном сельские) для обучения детей. С 1900 года при училищах были открыты специальные седьмые классы, где преподавалась педагогика.